# Роменский, Валент Георгиевич
Валент Георгиевич Роменский (16 [28] февраля 1900, Харьковская губерния — 11 июня 1978, Сен-Клод) — протопресвитер Архиепископии православных русских церквей в Западной Европе Константинопольского патриахата.

## Биография
Родился в селе Курямп в семье сельского священника Харьковской епархии, после духовного училища, до 1917 года успел окончить два класса Харьковской духовной семинарии.
Участник Гражданской войны, в эмиграции в Болгарии, учился в Пастырско-богословском училище в монастыре свв. Кирика и Иулитты в Пловдивской митрополии.
С 1928 года — в Свято-Сергиевском богословском институте в Париже.
В 1932 году женился на православной француженке Марие Викторовне Эленберже (+ 1993), 8 октября 1932 года — рукоположён в сан диакона и 9 октября того же года — в сан священника.
Цитата из проповеди Роменского, произнесённой через год после рукоположения:

«На Родине растут и множатся муки голода: говорят, что во многих местах появилось людоедство, а здесь — беспросветная беженская доля… Но то и другое есть результат одного: нашей безудержной русской устремлённости к разрушению; так поглумиться, так разорить и унизить свою Родину и себя, как сделали то русские — никакой другой народ не сможет… Среди российских развалин ещё высится здание мощной Православной Русской Церкви: и это зрелище невыносимо для русских очей: „русские“ большевики мучат и разрушают её, сколько могут; процветает многомиллионный союз русских безбожников, не дремлют инославные и сектанты, не бездействуют и сами „православные“. Побуждения у всех разные, а цель одна — разрушить то последнее, что осталось у русского народа, имя чему — Святая Православная Русская Церковь. В этой цели противоестественно объединились вера и неверие, добродетель и порок, знание и невежество, непорядочность и глупость. Что делать, чтобы устоять в этот страдный час истории? Нужно помнить завет великого вождя Христова воинства святого апостола Павла: „блюсти единство духа в союзе мира“ и не быть „младенцами колеблющимися и увлекающимися всяким ветром учения по лукавству человеков, по хитрому искусству обольщения“ (Еф. 4, 3-14). Конечно, святая Православная Вселенская Церковь устоит и переживёт большевиков и всех кто с ними… но от мощного и великого здания Русской Церкви может остаться лишь то, что осталось от великих патриархатов древности… А не станет великой Русской Церкви, не будет никогда и великой России. Это то, что нужно помнить всем русским людям…».

Роменский назначен в приход святого Александра Невского и преподобного Серафима Саровского в Льеже, Бельгия.
С 1942 по 1957 год был благочинным православных приходов в Бельгии и Голландии.
В 1949 году возведён в сан протоиерея (с 1953 года — протопресвитер).
В 1957 году переехал во Францию, где стал служить настоятелем храма при Русском доме для престарелых имени святой Анастасии в городе Ментона
С 1963 по 1970 год был благочинным юга Франции и Италии.
В 1968 году уволен со службы в Ментоне

## Издательская и просветительская деятельность на радио
Первый опыт издательской работы Роменский приобрёл, участвуя в выпуске «Сергиевских листков».
На приходе в Льеже священник организовал издательство «Христианская жизнь» (фр. La vie chrétienne), выпускавшее журнал с аналогичным названием; ротаторно, а затем типографски он печатал «Приходской листок», детские листки, открытки, в 1945 году издал «Молитвенник: Спутник православного христианина» и затем «Помянник».
В 1945 году началось сотрудничество Роменского с Ириной Посновой и «Бельгийским комитетом религиозной документации о Востоке», затем с «Восточно-христианским очагом», издательством «Жизнь с Богом» и журналом «Россия и Вселенская церковь».
Роменский вспоминал:

«я печатал и издавал совместно с Ириной Михайловной Посновой журнал, смею полагать единственный в своём роде по тем временам! В моей примитивной типографии (набор вручную) я печатал журнал и для католиков и для себя одновременно. Мой назывался „Христианская жизнь“, а католический „Жизнь с Богом“, последний и явился основанием того издательства, которое ценится и чтится даже самыми категорическими в Православии противниками восточного движения в Католичестве…».

В 1967 году по приглашению Ирины Посновой Роменский подключился к работе на передаче «Мир и свет жизни» на радио Монте-Карло.
Он писал Посновой:

«вот теперь моя кафедра — вся Россия»
«…Если рассудить по-человечески, то все началось, скажем, наивно… пробы на моём стареньком магнитофоне, поездки в радио Монте-Карло… мне казалось все милым, интересным, но, конечно, недолговечным, просто интересным эпизодом, приятной встречей с Вами в новом сотрудничестве, воспоминанием далеких лет сотрудничества с Вами в годы великих надежд после Второй мировой войны… Вспоминая трогательное, полезное Церкви, радостное в прошлом сотрудничество моё с Вами, я охотно и с энергией включился в Ваше дело, но… без больших надежд на будущее, думал, — два, три может пять-шесть!»
«… мы стараемся нести слово Божие и церковную молитву, в те области Европы, где чувствуется недостаток в нём. Кроме этой церковно-христианской заботы у нас нет других задач, — ни общественных, ни политических, ни личных» .

Помимо контактов с католиками, Роменский состоял в дружбе с русским протестантским пастором в Брюсселе Алексеем Васильевым.

## Архивное наследие
Среди книжного и документального фонда, поступившего после закрытия «Жизни с Богом» из Брюсселя в центр "* Христианская Россия в Сериате, Италия
имеются документы связанные с Роменским, среди них:
- книги
- материалы радиопередач
- переписка с различными учреждениями за 1947 год — 1950 год
- авторизированный машинописный текст с рукописными пометками перевода с французского на русский язык работы католического священника Жана Мари Онфруа «Святая Тереза из Лизье»

Роменский похоронен на русском кладбище Сент-Женевьев-де-Буа под Парижем.